# بيلاسبور
بيلاسبور رمزها «BI» (بالإنجليزية: Bilaspur)‏ ، هو تقسيم إداري لدولة الهند تتبع ولاية هيماجل برديش (بالإنجليزية: Himachal  Pradesh)‏، مركزها هو مدينة بيلاسبور (بالإنجليزية: Bilaspur)‏ عدد سكانها حسب تعداد سنة 2001 هو 340,735، مساحتها 1,167 كم² وكثافة السكان 292 لكل كم².

## أعلام
- سنجاي كومار